# Flavio Furno
Flavio Furno (Napoli, 7 aprile 1986) è un attore italiano.

## Biografia
Nel 2011 si diploma presso la scuola di recitazione del Teatro Stabile di Genova. Nel 2021 affianca Ilenia Pastorelli e Matilde Gioli nel film Quattro metà.

## Filmografia

### Cinema
- Assolo, regia di Laura Morante (2016)
- Moglie e marito, regia di Simone Godano (2017)
- Quattro metà, regia di Alessio Maria Federici (2021)
- Il sol dell'avvenire, regia di Nanni Moretti (2023)
- Holiday, regia di Edoardo Gabbriellini (2023)

### Televisione
- Storia di Laura , regia di Andrea Porporati – film TV (2009)
- La narcotici – serie TV, episodio 1x03 (2011)
- Ombrelloni, regia di Riccardo Grandi – sitcom (2013)
- Per amore del mio popolo, regia di Antonio Frazzi – miniserie TV (2014)
- Questo nostro amore 2 – serie TV (2014)
- Il candidato - Zucca presidente – serie TV (2014-2015)
- 1992, regia di Giuseppe Gagliardi – miniserie TV (2015)
- Grand Hotel, regia di Luca Ribuoli – miniserie TV (2015)
- Tutto può succedere – serie TV (2016-2017)
- In arte Nino, regia di Luca Manfredi – film TV (2017)
- 1993, regia di Giuseppe Gagliardi – miniserie TV, 4 episodi (2017)
- La vita promessa – serie TV, 4 episodi (2018)
- Rocco Schiavone 2 – serie TV, episodio 2x01 (2018)
- Mocro Maffia – serie TV, 5 episodi (2020)
- Vite in fuga – serie TV (2020)
- Carosello Carosone, regia di Lucio Pellegrini – film TV (2021)
- Un passo dal cielo 6 – serie TV (2021)
- Noi – serie TV (2022)
- Il nostro generale – serie TV (2023)
- Marconi - L'uomo che ha connesso il mondo, regia di Lucio Pellegrini – miniserie TV (2024)
- Sara - La donna nell’ombra – serie TV (2025)

### Web serie
- Kubrick - Una storia porno, regia di Ludovico Bessegato (2012)
- Le cose brutte, regia di Ludovico Bessegato (2013)

## Teatro
- Quaranta ma non li dimostra di Titina e Peppino De Filippo, regia di Luigi De Filippo (2008)
- Proprio come se nulla fosse avvenuto, da Anna Maria Ortese, regia di Roberto Andò (2008)
- La fortuna con l'effe maiuscola di Eduardo De Filippo e Armando Curcio, regia di Luigi De Filippo (2009)
- Le lagrime della vedova di George Chapman, regia di Anna Laura Messeri (2010)
- Margarete in Aix di Peter Hacks, regia di Anna Laura Messeri (2011)
- Girotondo di Arthur Schnitzler, regia di Massimo Mesciulam (2011)
- Motortown di Simon Stephens, regia di Antonio Zavatteri (2011)
- Scènes d'eau, regia di Jean-Pierre Raffaelli (2012)
- Molto rumore per nulla di William Shakespeare, regia di Alberto Giusta (2012)
- Treno fermo a - Katzelmacher di Dario Aita ed Elena Gigliotti (2013) – segnalazione premio Scenario 2013
- La bisbetica domata di William Shakespeare, regia di Andrej Končalovskij (2013)
- Il malato immaginario di Molière, regia di Flavio Furno (2016)
- Il profondo mare azzurro di Terence Rattigan, regia di Luca Zingaretti (2018)